# HD63634
HD63634 — подвійна зоря. 
Дана подвійна система має видиму зоряну величину в смузі V приблизно10,4.

## Подвійна зоря
Головна зоря цієї системи належить до хімічно пекулярних зір й має спектральний клас F.
Інша компонента має  спектральний клас d.